# Verhoor (hoorspel)
Verhoor is een hoorspel van Gert Heidenreich. Aussage werd op 2 april 1969 door de Bayerischer Rundfunk uitgezonden. Willy Wielek-Berg vertaalde het en de VARA zond het uit op zaterdag 15 januari 1972. De regisseur was Harry de Garde. Het hoorspel duurde 42 minuten.

## Rolbezetting
- Martin Simonis
- Hans Veerman
- Fé Sciarone
- Hans Karsenbarg
- Jos Lubsen
- Jan Wegter
- Jan Borkus
- Frans Somers
- Willy Brill
- Edda Barends

## Inhoud
Een 17-jarige jongen, "tot een normaal gezin behorend", een meer dan middelmatige leerling, heeft zijn vader vermoord. Hij loochent niet, maar geeft bij zijn verhoor ook geen motief voor de daad. Verbergt hij het, of is er geen dat de commissaris zou kunnen begrijpen? De poging om de schooldag te reconstrueren, een gewone dag uit het leven van de dader, loopt steeds weer dood. Dat is niet alleen te wijten aan de moeilijkheden van elk gesprek met een zich zeer zelfstbewust opstellende generatie. De sleutel tot de verklaring van een daad als deze zou immers weleens kunnen liggen in het schijnbaar absurde inzicht, dat ze juist geen motief in de gebruikelijke betekenis heeft…